# Умар ибн Абдуссалам ад-Дагестани
Умар ибн Абд-Ассалам ад-Дагестани (1759—1792) — религиозный деятель, поэт. Выходец из селения Хунзах. Жил в Медине.

## Происхождение
Его отец Абдусалам ибн Мухаммад амин ибн Шамсудин Дагестани — выходец из села Хунзах (Аварское ханство), ныне Хунзахский район Републики Дагестан. Он прибыл в Медину в 1727 (1140) году, то есть в XII веке по Хиджре в возрасте 30 лет. Завершил там учёбу, был увлечен копированием книг и сочинительством. Сохранился переписанный его рукой экземпляр «Сахих» аль-Бухари в двух томах, а также его примечания и комментарии к этому сборнику хадисов. В библиографических сборниках за ним числится более 10 объёмных, серьёзных научных сочинений (книги по фикху, труды по генеалогии арабов).

## Биография
Умар ибн Абд-Ассалам — писатель, автор многих сочинений и стихов на арабском языке. Мухаммад Саид Дафтардар упоминал его как автора нескольких ценных книг, в том числе «Тухфату дахр ва нафкату захр фи шуараи Мадина мин ахлиль аср», в которой изложены биографии более пятидесяти учёных, литераторов, поэтов и писателей того времени (она считается основным источником по учёным того периода). Автор поэтической эпопеи, описывающей жизнь Медины. 
Похоронен в Медине.